# 국제원자시
국제원자시(프랑스어: Temps Atomique International, TAI)는 시각에 대한 국제 표준이다.

## 보정
TAI는 전 세계 50개 국가 실험실에서 보유한 400개 이상의 원자 시계 시간의 가중 평균치이다. 관련된 시계의 대부분은 세슘 시계이다. 초의 국제 단위계 (SI) 정의는 세슘을 기본으로한다. 시계는 GPS 신호와 양방향 위성 시간 및 주파수 전송(Two-way satellite time and frequency transfer,TWSTFT)을 사용하여 비교된다. 신호 평균화로 인해 TAI는 최상의 조립 시계 보다 안정적인 수치를 크기정도 (시간)에서 갖는다.
참여 기관들은 실시간으로 TAI의 추정치인 타임 코드와 함께 주파수 신호를 각각 방송하고있다. 타임 코드는 일반적으로 UTC의 형식으로 게시되며, TAI와는 잘 알려진바와 같이 극히 정밀한 부분에서 정수(초)가 다를뿐이다. 이 시간 척도는 UTC 양식의 UTC (NPL) 형식으로 표시되며 NPL은  이 경우 NPL이 영국 국립 물리 연구소임을 식별한다. TAI 양식은 TAI (NPL)로 표시 될 수 있다. 후자는 독립적이고 개별적인 원자 시간 척도를 나타내며 TAI 또는 다른 것과 동기화되지 않은 TA(NPL)와는 다르다.
여러 다른 기관의 시계들은 보정을 위해 서로 정기적으로 비교된다. 국제도량형국 (BIPM, France)은 가능한 가장 안정적인 시간 척도를 형성하는 가중 평균을 소급하여 계산하기 위해 이러한 측정을 결합한다. 이 결합된 시간 척도는 "Circular T",에 매달 발행되며 정규 TAI이다. 이 시간 규모는 각 참여 기관 k에 대한 차이 테이블 UTC-UTC (k) (TAI-TAI (k)와 동일)의 형태로 표현된다. 같은 원형은 다양한 비 동기화된 원자 시간 스케일에 대해 TAI-TA (k)의 테이블을 제공하고있다.
이 외에도 일단 Circular T로 발행 한 경우 TAI 척도는 개정되지 않지만  발행시 잘못된 T 오류는 Circular T의 개정판을 발행하거나 후속 Circular T에서 정오표를 발행하여 수정할 수 있다. 이처럼 나중에서 TAI의 오류를 발견하고 진정한 적절한 시간 척도를보다 정확하게 추정하는 것이 가능하다. 출판된 회람이 결정적이기 때문에 더 나은 TAI의 다른 버전은 만들지 않는다. 이것은 대신에 지상의 지구 시간 (TT)의 더 나은 실현을 만드는 것에서 유보된다.

## 같이 보기
- 협정 세계시